# Josiah Zayner
Josiah Zayner je biohacker a vědec známý pro experimentování na vlastním těle a demokratizaci a popularizaci některých metod molekulární biologie a biochemie, včetně technologie CRISPR/Cas9.

## Vzdělání
Již ve svých 19 letech začal Zayner pracovat ve společnosti Motorola jako programátor. Vystudoval biologii rostlin na Southern Illinois University a v roce 2013 mu byl udělen doktorát z biofyziky na University of Chicago. Před získáním titulu PhD získal titul MSc z buněčné a molekulární biologie na Appalachian State University. 

## Kariéra
Dva roky strávil jako výzkumný pracovník v Mountain View, v kalifornském výzkumném středisku NASA Ames Space Synthetic Biology Research Center,   kde pracoval na designu možných stanovišť na Marsu. V agentuře se pak Zayner také věnoval analýze jazyka. Konkrétně studoval způsoby, kterými se liší vyjadřování v odborné literatuře a na internetu - například v online chatech nebo na Twitteru.  Zayner shledal vědeckou práci v NASA méně inovativní, než očekával, a po odchodu v lednu 2016 zahájil kampaň crowdfundingu, která si dala za cíl poskytnout experimentální soupravy se systémy CRISPR pro laickou veřejnost. Díky získaným prostředkům se dále věnoval založení firmy The ODIN, jejímž cílem je podporovat vzdělávání veřejnosti v oblasti molekulární biologie a biohackingu. Hlavním poradcem společnosti je George Church, profesor genetiky na Harvard Medical School a ředitel PersonalGenomes.org. V květnu 2016 měl The ODIN čtyři zaměstnance a pracoval přímo ze Zaynerovy garáže.